# سیلرز ولی (کالیفرنیا)
سیلرز ولی (به انگلیسی: Searles Valley) یک منطقهٔ مسکونی در ایالات متحده آمریکا است که در شهرستان سن برناردینو، کالیفرنیا واقع شده‌است. سیلرز ولی ۲۷٫۱۸۰ کیلومتر مربع مساحت و ۱٬۷۳۹ نفر جمعیت دارد.